# الوحدة 669
الوحدة 669 هي وحدة القوات الجوية الإسرائيلية للإجلاء الطبي. تأسست في 1974 وهي تعد من القوات الخاصة الإسرائيلية التي تقاتل خلف خطوط العدو، وتضم:
1. فريق استخراج المقاتلين.
2. الإخلاء وهي تضم سرية من الأطباء والمساعدين الطبيين.
3. فريق الدعم الفني.

وهي وحدة من المقاتلين المدربين تدريبا عالياً في تكتيكات القوات الخاصة وذات كفاءة عالية بالإضافة إلى جنود على مستوى عالٍ من التدريب الطبي، ويستغرق تدريبها 18 شهراً. وفي زمن السلم تكون الوحدة 669 هي بمثابة المدنيين المتجولون للإجلاء الطبي التابع لمنظمة الصحة العالمية.